# Dracocephalum
Dracocephalum este un gen de plante din familia  Lamiaceae.

## Specii
Cuprinde  40 de specii.